# Георги Золотович (общественик)
Вижте пояснителната страница за други личности с името Георги Золотович.
Георги Золотович е български търговец, общественик и дарител.

## Биография
Роден е през 1799 г. в Калофер в известния по-късно род Золотович.  Георги Золотович е по майчина (Рада Мутева-Золотович) линия пръв братовчед с първата българска поетеса Елена Мутева, на просветния деец д-р Димитър Мутев, музиканта Никола Мутев и юриста Христо Мутев. Учи в Карлово при Райно Попович, в Пловдив и завършва гръцкото училище в Кидония, след което работи в големи търговски кантори в Цариград, Пловдив и Одеса при вуйчовците си Евстатий и Стефан Мутеви.
През 1835 г. започва собствена търговия със зърно в Царгирад и се утвърждава като една от влиятелните фигури в местната българска общност, като участва в усилията за създаване на самостоятелна българска църква. Подпомага училища, църкви и читалища. Член е на Българската община в Цариград. От 1877 г. живее в Монпелие. Със завещание от 21 август 1879 г. дарява 16 554 лева за стипендии на бедни ученици от Калофер, които да продължат образованието си в Пловдивската мъжка гимназия. Към Министерство на народното просвещение е създаден фонд „Георги Золотович“, който е закрит през 1948 г. чрез вливането на фонд „Завещатели и дарители“ в държавния бюджет.
Георги Золотович умира на 31 юли 1881 година в Монпелие.